# Teemu Keisteri
Teemu Keisteri (Espoo, 22 de Agosto de 1985) é um artista plástico e DJ finlandês mais conhecido pela sua personagem Windows95man. Enquanto artista visual, ele ganhou reconhecimento no seu país de origem por ter criado a personagem «Ukkeli» (em português: «miúdo velho») em 2008. Enquanto DJ, o seu estilo artístico e aparência inspiram-se no final da década de 1990, altura em que foi produzido o sistema operativo Windows 95. Ele representou a Finlândia no Festival Eurovisão da Canção de 2024 com a canção "No Rules!".

## Biografia
Teemu Keisteri estudou fotografia no Instituto de Design de Lahti. Afirmou que, por aquilo que ele aprendeu durante os seus estudos, ele considera-se mais um artista visual do que um fotógrafo. Também é conhecido como artista de vídeo, artista de dança e DJ. O artista tem a sua própria galeria chamada «Kalleria» em Kallio, na baixa de Helsínquia.
Ele participou como Windows95Man junto com Henri Piispanen (voz) na edição de 2024 do «Uuden Musiikin Kilpailu», a seleção finlandesa para o concurso da Eurovisão, com a canção «No Rules!». Apesar de ter ficado em último lugar na votação do júri a canção ficou em primeiro lugar na classificação geral com 313 pontos, graças ao televoto. Foi então assim selecionado para representar o seu país no Festival Eurovisão da Canção de 2024. No entanto, menciona a regra da Eurovisão que proíbe a colocação de produtos, neste caso o Windows 95, e o artista teve mudar o seu nome e a sua t-shirt para participar  no festival.